# Списак томова серије Радиант
Радиант је француска манга (манфра) коју је написао и илустровао Тони Валенте. Наслов објављује издавачка кућа Ankama од 2013. године. У Јапану, мангу објављује издавачка кућа Asukashinsha. Такође се преводи на српски (Најкула), енглески (VIZ Media),  шпански (LetraBlanka), немачки (Pyramond) и италијански (Mangasenpai) језик. На српски је тренутно преведено девет томова.

## Списак томова
| - Поглавље 1: „Немезиси” () - Поглавље 2: „Буђење” () - Поглавље 3: „Длакавци и рогоње” () - Поглавље 4: „ГЛВ шоу” () |

| - Поглавље 5: „Фантазија” () - Поглавље 6: „Жан Педровић де ла Ноће Саломон Грисперин Вондерсмит” () - Поглавље 7: „Добро дошли у Тутњавград” () - Поглавље 8: „Северно предграђе” () - Поглавље 9: „Позоришни комад” () - Поглавље 10: „Домитор” () - Поглавље 11: „Три пљуце за две битанге и рибицу” () - Поглавље 12: „!” () |

| - Поглавље 13: „Након што тутњава утихне” () - Поглавље 14: „Егзекуција” () - Поглавље 15: „Ренесанса” () - Поглавље 16: „Затвор на североистоку” () - Поглавље 17: „Пад” () - Поглавље 18: „Чудотворци” () - Поглавље 19: „Бедем” () - Поглавље 20: „Ковчег за Доцу” () |

| - Поглавље 21: „Пиодон” () - Поглавље 22: „Канибал” () - Поглавље 23: „На чијој страни? (1)” () - Поглавље 24: „На чијој страни? (2)” () - Поглавље 25: „Чудовиште у њиховим очима” () - Поглавље 26: „Чудо” () - Поглавље 27: „” () - Поглавље 28: „ГЛВ Шоу (2)” () |

| - Поглавље 29: „Капетан Чудотворац” () - Поглавље 30: „Дует Храбриша” () - Поглавље 31: „Барони Трговци” () - Поглавље 32: „Кашлен Мерлин” () - Поглавље 33: „Баштенски патуљак” () - Поглавље 34: „Спектрум Немезис” () - Поглавље 35: „Краљица Чаробница” () - Поглавље 36: „Снови” () |

| - Поглавље 37: „Спектрумов пад” () - Поглавље 38: „Последњи дах” () - Поглавље 39: „Крв” () - Поглавље 40: „Траперка” () - Поглавље 41: „Шумски патуљак” () - Поглавље 42: „Увенуће” () - Поглавље 43: „Бунтовница” () - Поглавље 44: „Чаробњачка чула” () |

| - Поглавље 45: „Непријатељско” () - Поглавље 46: „Снађи се!” () - Поглавље 47: „Гисони” () - Поглавље 48: „Мали људи” () - Поглавље 49: „Наследници” () - Поглавље 50: „Верна сенка” () - Поглавље 51: „Дулахан” () - Поглавље 52: „Моћ камења” () |

| - Поглавље 53: „Неукротива наследница” () - Поглавље 54: „Б.О.Т.” () - Поглавље 55: „Илузија” () - Поглавље 56: „Порука мира” () - Поглавље 57: „Чаробњаци - Краљеви” () - Поглавље 58: „Сећања” () - Поглавље 59: „Сине мој” () - Поглавље 60: „Камени чувари” () |

| - Поглавље 61: „Мордред” () - Поглавље 62: „Укроћена краљица” () - Поглавље 63: „Они који одлучују” () - Поглавље 64: „Краљичина глава” () - Поглавље 65: „Меморијско камење” () - Поглавље 66: „Пендрагонов оклоп” () - Поглавље 67: „Нижа раса” () - Поглавље 68: „Заповедница Улмина” () |